# 4 Korpus Powietrznodesantowy (ZSRR)
4 Korpus Powietrznodesantowy (ros. 4-й воздушно-десантный корпус)  – wyższy związek taktyczny Armii Czerwonej.
4 Korpus Powietrznodesantowy (4 KPD) utworzony został na podstawie rozkazu z marca 1941 roku. Od 22 czerwca 1941 roku podlegał dowódcy Frontu Zachodniego. W czasie niemieckiego ataku na Związek Radziecki 4 KPD prowadził działania bojowe w rejonie Mińska. Z powodu trudnych warunków na froncie w rejonie Stalingradu i rzeki Don 4 KPD został przeorganizowany w 38 Gwardyjską Dywizję Strzelecką.

## Dowódcy korpusu
- płk Aleksandr Kazankin
- gen. mjr Aleksiej Żadow[1] (23.06.1941 - 02.08.1941)
- gen. mjr Aleksandr Kazankin
- gen. mjr Aleksiej Liewaszow[3]
- gen. mjr Aleksandr Kazankin
- płk Aleksiej Mamontow[2]

## Struktura organizacyjna
Skład 22 czerwca 1941 roku:
- 7 Brygada Powietrznodesantowa
- 8 Brygada Powietrznodesantowa
- 214 Brygada Powietrznodesantowa